# Gabrielle Althen
 (octobre 2023).
Si vous disposez d'ouvrages ou d'articles de référence ou si vous connaissez des sites web de qualité traitant du thème abordé ici, merci de compléter l'article en donnant les références utiles à sa vérifiabilité et en les liant à la section « Notes et références ».
Gabrielle Althen, née en 1939, est une poétesse, romancière, nouvelliste et essayiste française. Elle vit entre Paris et le Vaucluse.
Après avoir été professeur de littérature comparée à l’Université Paris-Nanterre, sous son nom de Colette Astier, elle est actuellement membre du jury Louise Labé
Gabrielle Althen fut également scénariste du film Chronopolis réalisé par Piotr Kamler et présenté au festival de Cannes en 1982.
Auteur de nombreux ouvrages, elle a également traduit, en collaboration avec Jean-Yves Masson, les Poèmes à la nuit de Rilke en 1994.
La Fête invisible est publié en 2021 dans la collection blanche de Gallimard et se retrouve dans la seconde sélection du Prix Apollinaire 2021.
Elle est la fondatrice depuis 2005 de l’association des Amis de Béatrice Douvre, aux côtés de Pierre Maubé, Olivier Kachler, Isabelle Raviolo et Jean-Yves Masson.

## Œuvres

### Poèmes
- Le Cœur solaire, Rougerie, 1976.
- Midi tolère l’ovale de la sève, Rougerie, 1978.
- Présomption de l’éclat, Rougerie, avec une eau-forte de Lorris Junec, 1981, Prix Louis-Guillaume[4].
- Noria, Rougerie, 1983.
- Le Sourire antérieur, Les Impénitents, 1984.
- La Raison aimante, Sud, Eau-forte d’Edouard Pignon, 1985.
- Hiérarchies, Rougerie, 1988.
- Le Pèlerin sentinelle, Le Cherche midi, 1994.
- Le Nu Vigile, dessins de Javier Vilato, La Barbacane, juin 1995.
- Sans preuves, Dune, 2000.
- Cœur fondateur, illustrations de Pierre Mézin, Voix d'encre, 2006.
- La belle mendiante, suivi de Lettres à Gabrielle Althen de René Char, L'Oreille du Loup, 2009.
- Vie saxifrage, Éditions Al Manar / Alain Gorius, 2012.
- Chuchotis, acryliques de Lydia Padellec, Éditions de la Lune bleue, 2012
- Soleil patient, collection "Les Cahiers d'Arfuyen", Éditions Arfuyen, Paris-Orbey, 2015  (ISBN 978-2-845-90218-3)
- La fête invisible, Éditions Gallimard, 2021  (ISBN 978-2-07-288957-8)

### Nouvelles
- Le Solo et la cacophonie, Contes de métaphysique domestique, Voix d’encre, 2000.

### Roman
- Hôtel du vide,  éd. Aden, 2002.

### Essais
- Proximité du Sphinx, recueil d’essais, Intertextes, 1991.
- Dostoïevski, le meurtre et l'espérance, Le Cerf, 2006.

### Anthologies
- Anthologie de la poésie française du XXe siècle, édition de Jean-Baptiste Para, nrf, Poésie/ Gallimard, 2000.
- Un certain accent, Anthologie de poésie contemporaine, Bernard Noël, l’Atelier des Brisants, 2002.
- 49 poètes, un collectif, Flammarion, coll. « poésie » dirigée par Yves di Manno, 2004.
- Fenêtres sur jardin, dirigée par Lydia Padellec, Éditions de la Lune bleue, 2022
- Tous ces visages au creux des paumes, Éditions de la Lune bleue, 2024

### Publication en revues
- Jointure (revue littéraire), figure de proue des numéros 56, hiver 1998, et 88, automne 2008
- Les Hommes sans épaules, cahiers littéraires, fronton "Les Porteurs de feu" du numéro 32, second semestre 2011